# Гаетан Лаборд
Гаетан Лаборд (фр. Gaëtan Laborde, нар. 3 травня 1994, Мон-де-Марсан) — французький футболіст, нападник клубу «Ніцца».

## Клубна кар'єра
Народився 3 травня 1994 року в місті Мон-де-Марсан. Вихованець футбольного клубу «Мон-де-Марсан», у складі якого займався з 2000 по 2008 роки. У 2008 році перейшов в академію клубу «Бордо», де перебував до 2011 року.. У 2011 році Лаборд перейшов у дорослий склад «Бордо», але став виступати виключно за дублюючу команду. У 2013 році виграв з юнацькою командою Кубок Гамбарделла, забивши у фіналі єдиний гол у ворота «Седана».
Не пробившись до першої команди, 19 серпня 2013 року на правах оренди на сезон перейшов в паризький «Ред Стар», який виступав у третьому за рівнем дивізіоні країни. Загалом за цей клуб Лаборд зіграв 24 матчі і забив 14 м'ячів. Після цього 18 липня 2014 року Лаборд був відданий в оренду в «Брест» з Ліги 2 до кінця сезону 2014/15. Дебютував у клубі 3 січня 2015 року у матчі Кубку Франції проти «Лаваля». За сезон Лаборд зіграв 26 матчів і забив два м'ячі. По закінченню сезону повернувся в «Бордо».
10 грудня 2015 року Лаборд дебютував у Лізі Європи у матчі проти казанського «Рубіна» і забив гол на 58-й хвилині матчу. Три дні потому Лаборд дебютував у Лізі 1 у матчі проти «Анже», де на 79-й хвилині замінив Дієго Ролана. Втім закріпитись у команді Гаетану не вдалося.
8 січня 2016 року Лаборд на правах оренди перейшов в «Клермон» до кінця сезону 2015/16. Дебютував у клубі 15 січня в матчі проти клубу «Нім». Свій перший гол за «Клермон» Лаборд забив 29 січня в матчі проти «Нансі». Після повернення в рідний клуб нарешті зумів закріпитись у основі «Бордо». Загалом відіграв за команду з Бордо 57 матчів у національному чемпіонаті.
16 серпня 2018 перейшов до клубу «Монпельє» за 3 мільйони євро. Трансфер Лаборда з «Бордо» вилився в конфлікт між гравцем, керівництвом клубу та тренером Густаво Поєтом, який завершився відставкою останнього. У «Монпельє» Гаетан став основним нападником у парі з Анді Делором. Станом на 1 червня 2020 він зіграв за команду з Монпельє 64 матчі в чемпіонаті та забив 17 голів.

## Виступи за збірні
З 2011 року виступав у складі юнацької збірної Франції до 17 років, у складі якої був учасником юнацького чемпіонату Європи (3 матчі) і світу (2 матчі). Згодом виступав за юнацькі збірні до 18 та 19 років. Всього взявши участь у 16 іграх на юнацькому рівні, відзначившись одним забитим голом.
Протягом 2013—2014 років залучався до складу юнацької збірної Франції до 20 років. На молодіжному рівні зіграв у 5 офіційних матчах.

## Статистика виступів

### Статистика клубних виступів
| Сезон                | Команда              | Чемпіонат            | Чемпіонат | Чемпіонат | Національний кубок | Національний кубок | Національний кубок | Континентальні кубки | Континентальні кубки | Континентальні кубки | Інші змагання | Інші змагання | Інші змагання | Усього | Усього |
| Сезон                | Команда              | Ліга                 | Ігор      | Голів     | Ліга               | Ігор               | Голів              | Ліга                 | Ігор                 | Голів                | Como          | Prem          | Голів         | Ігор   | Голів  |
| -------------------- | -------------------- | -------------------- | --------- | --------- | ------------------ | ------------------ | ------------------ | -------------------- | -------------------- | -------------------- | ------------- | ------------- | ------------- | ------ | ------ |
| 2013–14              | «Ред Стар»           | НЧ (ІІІ)             | 24        | 14        | КФ                 | 2                  | 0                  |                      | -                    | -                    |               | -             | -             | 26     | 14     |
| 2014–15              | «Брест»              | Л2 (ІІ)              | 26        | 2         | КФ+КЛ              | 4+1                | 2+0                |                      | -                    | -                    |               | -             | -             | 31     | 4      |
| 2015–16              | «Бордо»              | Л1                   | 1         | 0         | КФ+КЛ              | 0+1                | 0                  | ЛЄ                   | 1                    | 1                    |               | -             | -             | 3      | 1      |
| 2015–16              | «Клермон»            | Л2 (ІІ)              | 18        | 8         | КФ+КЛ              | -                  | -                  |                      | -                    | -                    |               | -             | -             | 18     | 8      |
| 2016–17              | «Бордо»              | Л1                   | 36        | 6         | КФ+КЛ              | 4+2                | 3+4                |                      | -                    | -                    |               | -             | -             | 42     | 13     |
| 2017–18              | «Бордо»              | Л1                   | 20        | 3         | КФ+КЛ              | -                  | -                  | ЛЄ                   | 2                    | 0                    |               | -             | -             | 22     | 3      |
| 2018–19              | «Бордо»              | Л1                   | 1         | 0         | КФ+КЛ              | -                  | -                  | ЛЄ                   | 3                    | 2                    |               | -             | -             | 4      | 2      |
| Усього за «Бордо»    | Усього за «Бордо»    | Усього за «Бордо»    | 58        | 9         |                    | 7                  | 7                  |                      | 6                    | 3                    |               | -             | -             | 71     | 19     |
| 2018–19              | «Монпельє»           | Л1                   | 36        | 11        | КФ+КЛ              | 1+1                | 0                  |                      | -                    | -                    |               | -             | -             | 38     | 11     |
| 2019–20              | «Монпельє»           | Л1                   | 28        | 6         | КФ+КЛ              | 3+2                | 1+0                |                      | -                    | -                    |               | -             | -             | 33     | 7      |
| Усього за «Монпельє» | Усього за «Монпельє» | Усього за «Монпельє» | 64        | 17        |                    | 7                  | 1                  |                      | 6                    | 3                    |               | -             | -             | 71     | 18     |
| Усього за кар'єру    | Усього за кар'єру    | Усього за кар'єру    | 190       | 50        |                    | 21                 | 10                 |                      | 6                    | 3                    |               | -             | -             | 217    | 63     |